# الگانکوئین، هایلندز
الگانکوئین، هایلندز (به انگلیسی: Algonquin Highlands) یک Lower-tier municipalities در کانادا است که در انتاریو واقع شده‌است.

## خصوصیات
الگانکوئین ۲٬۱۵۶ نفر جمعیت دارد و ۴۴۳ متر بالاتر از سطح دریا واقع شده‌است.